# Esquema (matemática)
En matemáticas, un esquema es una estructura matemática que relaja la definición de variedad algebraica para incluir, entre otras cosas, multiplicidades (ej. las ecuaciones x = 0 y x2 = 0 definen la misma variedad algebraica pero distintos esquemas) y "variedades" definidas sobre anillos (ej. las curvas de Fermat están definidas sobre el anillo de los números enteros).
Los esquemas consideran ideas de tipo geométrico, algebraico y de teoría de números. La noción de esquema se remonta a los años 1960, cuando Alexander Grothendieck formuló el concepto en su tratado Éléments de géométrie algébrique. Una de las metas fue desarrollar el formalismo necesario para resolver problemas profundos en geometría algebraica, como las conjeturas de Weil (la última de las cuales fue demostrada por Pierre Deligne). Asimismo, la teoría de esquemas permite el uso sistemático de métodos de topología y álgebra homológica. Al incluir consideraciones sobre puntos racionales, la teoría de esquemas introduce una fuerte conexión entre geometría algebraica y teoría de números, lo que finalmente permitió a Wiles demostrar el último teorema de Fermat.
Muchos matemáticos consideran que los esquemas son objetos básicos de estudio de la geometría algebraica moderna. Técnicamente, un esquema es un espacio topológico provisto de anillos conmutativos para cada uno de sus abiertos, que surge a partir de pegar espectros (espacios de ideales primos) a lo largo de sus conjuntos abiertos. En otras palabras, en un espacio localmente anillado que localmente es el espectro de un anillo conmutativo.
Cualquier esquema S presenta un morfismo único hacia Spec(Z), el esquema asociado a los números enteros. Por tanto, un esquema puede ser identificado con su morfismo hacia Spec(Z), de namera similar a cómo los anillos pueden ser identificados con álgebras asociativas sobre los números enteros. Este es el punto de partida del punto de vista relativo, consistente en estudiar solo los morfismos entre esquemas. Esto no restringe la generalidad, y permite especificar fácilmente ciertas propiedades de los esquemas. Por ejemplo, una variedad algebraica sobre un cuerpo K define un morfismo de esquemas hacia Spec(K),  con el cual la variedad puede ser identificada.

## Definición
Un esquema es un espacio localmente anillado (X, OX ) localmente isomorfo a un esquema afín, es decir para el que existe un recubrimiento por abiertos Ui tal que (Ui, OX|Ui ) es isomorfo –como espacio localmente anillado– a (Spec (A), Â), donde A es un anillo conmutativo y Â es su haz de localizaciones.